# Гребінь (морфологія птахів)

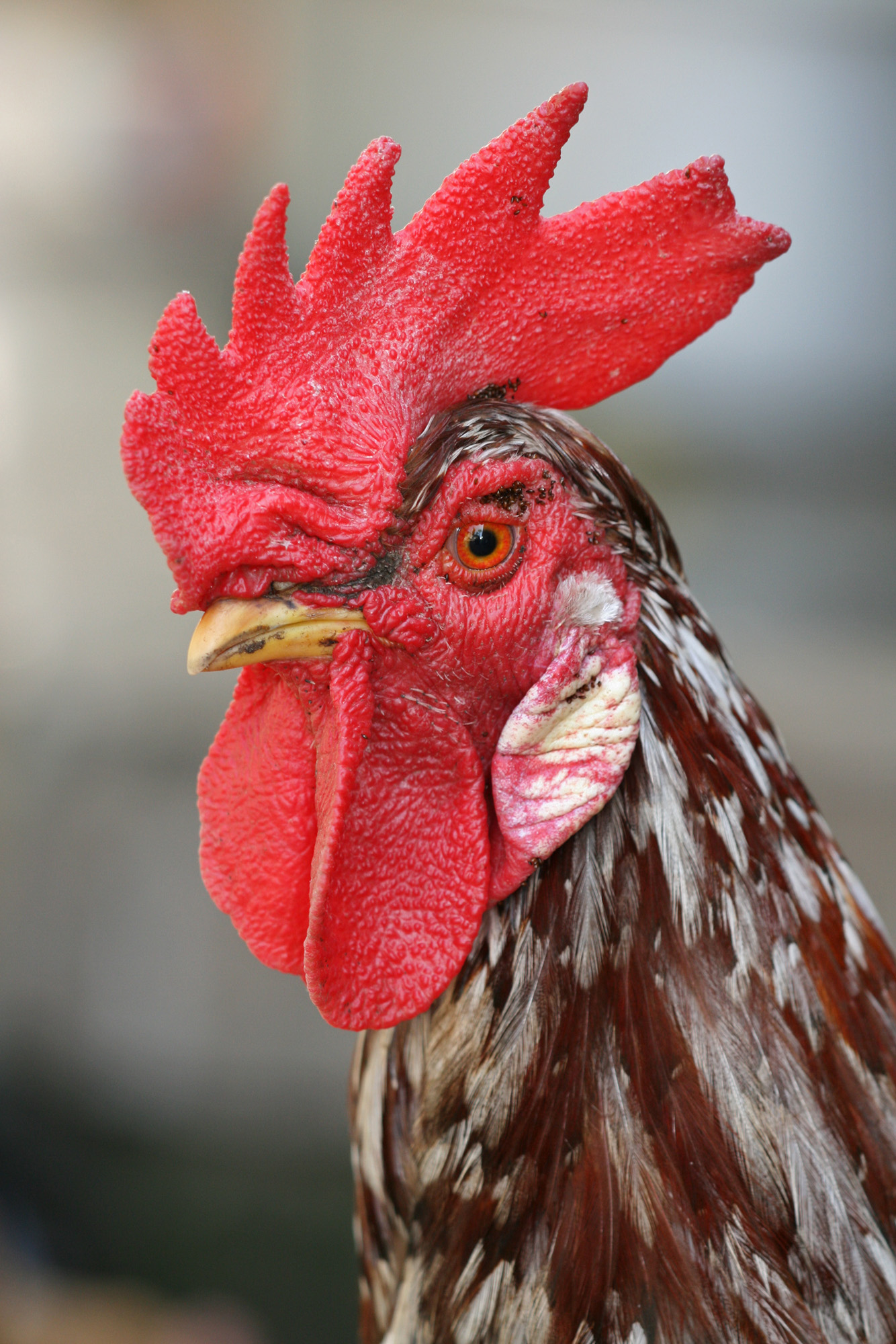
Гребінь півня

Гребінь або гребінець — довгастий зубчастий м'ясистий наріст на голові деяких птахів, таких як свійські кури, індики і фазани. Часто називається «півнячим гребенем» — з огляду на те, що більше розвинутий він у самців. Гребінь є одним з м'ясистих наростів на голові птахів, разом з «сергами», «борідкою» та ін.
У курей гребінь, як правило, червоний (може бути чорним або темно-пурпуровим у деяких порід), в інших видів колір може варіювати від світло-сірого до темно-синього або червоного, гребені індиків мають забарвлення від яскраво-червоного до синього.

## Форма
Форма і розмір гребеня є ознакою статевого диморфізму. Його колір може слугувати індикатором стану здоров'я і ступеня збудження птаха, що грає роль у виборі партнера

## У кулінарії
В італійській кухні курячі гребінці є важливим інгредієнтом відомого соусу «чибрео», що також включає курячу печінку, м'ясисті «сережки» і невідкладені яйця. Його подають з тальятеле і картопляними кільцями «чимабелла кон чибрео» (cimabella con cibreo).

## Інше
Деякі рослини отримали назву за схожість з півнячим гребенем: Celosia cristata і Erythrina crista-galli. В анатомії «півнячим гребенем» (crista galli) називається один з відростків решітчастої кістки черепа.